# Bazzania himalayana
Bazzania himalayana är en bladmossart som först beskrevs av William Mitten, och fick sitt nu gällande namn av Victor Félix Schiffner. Bazzania himalayana ingår i släktet revmossor, och familjen Lepidoziaceae. Inga underarter finns listade i Catalogue of Life.